# Phi Fa
Phi Fa, Pee Fah (taj. ผีฟ้า /ˈpʰǐi ˈfáa/; lao. ຜີຟ້າ /pʰĭː fȃː/) – duch bądź zjawa lokalnego folkloru północnowschodniej Tajlandii i Laosu. Występuje również pod nazwą Nang Fa (นางฟ้า) lub Phi Thaen (ผีแถน). Często przedstawia się go jako złowrogą kobietę, pokrewną zjawie Phi Pop. Oskarża się to widziadło o sprowadzanie chorób i katastrof naturalnych.

## Rytuał Phi Fa
Rytuał Phi Fa to praktyki wykonywane szczególnie dla osób, które wyzdrowiały z poważnej choroby. Szaman odgrywa w nim rolę medium, potrafi skontaktować się z Phi Fa, zaprosić ją do udziału w ceremonii. Szaman dobiera odpowiednią datę i miejsce dla przeprowadzenia ceremonii, instruuje też biorących udział w czasie przygotowań, kontroluje odpowiednie dekoracje poświęconego ołtarza, a w końcu przeprowadza ceremonię.
Rytuał nie może obejść się bez muzyki, śpiewu i tańca. Spośród instrumentów muzycznych najważniejszą rolę odgrywa khaen, bambusowy instrument dmuchany. Tworzy się atmosfera świętości, w czym pomagają rytualne modlitwy, uczestnicy biorą udział w rytuale poprzez rytmiczny taniec wokół poświęconego ołtarza. Zwłaszcza w przypadku późniejszych dedykacji muzyce tworzonej przez khaen akompaniuje przypominający gitarę instrument strunowy phing, pojawiają się także ręczne bębny i niewielkie dzwonki chings. Pod względem rodzaju śpiewu występuje podobieństwo do tradycyjnej muzyki Mor lam z Laosu i północnego wschodu Tajlandii.
Goście uczestniczący w rytuale Phi Fa tańczą wokół poświęconego i udekorowanego ołtarza. Taniec ten trwa przez całą noc, stwarza pewne warunki transu dla wielu jego uczestników. Istnieje wierzenie, zgodnie z którym sama Phi Fa bierze udział w ceremonii, w związku z czym jej uczestnicy oczekują poprawy stanu zdrowia i ochrony przed złym losem.
Etapy rytuału wiążą się z pieśniami śpiewanymi przez szamana, którym zawsze towarzyszy khaen. Jego konieczna obecność powodowana jest wiarą, że stanowi ważny środek komunikacji z bogami i duchami. Rytuał ma następujące etapy: zaproszenie bóstw bądź duchów, wyjaśnienie przyczyny zaproszenia, modlitwa o wsparcie, modlitwa o opiekę, pocieszanie chorego, powtórne nawoływanie ducha związanego ze stanem chorego, zaproszenie Phi Fa, by przyjęła dary, rytuał Baasii, przepowiadanie przyszłości, odejście Phi Fa.

### Rytuał Baasii
Ceremonia Baasii stanowi ważną część kultury laotańskiej. Niektórzy Laotańczycy przeprowadzali ją, gdy rozważali podjęcie długiej podróży bądź ważnych przedsięwzięć bez opuszczania domu. Wierni siadają wokół niewielkiego stołu, na którym wystawione są różne dary, jak banany, ryż, ciasteczka, pieniądze i alkohol wytworzony z ryżu. Starszy lub szaman recytuje formuły, podczas gdy każdy z uczestników chwyta dar bądź, jeśli nie może go dosięgnąć, łokieć osoby trzymającej dar. Starszy bądź szaman wiąże kawałek sznurka wokół nadgarstka. W tradycji laoskiej dusza obejmuje wiele duchów opiekuńczych, które okazjonalnie opuszczają swego człowieka. Muszą więc zostać powtórnie sprowadzone do ciała tej osoby, co zapewni jej należytą ochronę przed każdym ważnym przedsięwzięciem. Gdy starszy skończył swe zadanie, inni uczestnicy kontynuują jeszcze wiązanie pętli na sznurku. Używa się jeszcze jednego sznurka i w końcu każdy wiąże go wokół nadgarstka kogoś innego, szepcząc przez cały czas dobre życzenia. Wierzy się, że sznurek musi być noszony pełne 3 dni, przy zapewnić pożądany efekt.

### Taniec Phi Fa
Lam Phi Fa (ລຳຜີຟ້າ, ลำผีฟ้า /lam pʰiː faː/) stanowi część rytuału przebłagalnego duchy w przypadku owładnięcia. Muzyka pochodzi od Lam Tang Yao. Jednakże wykonują go nie wytrenowani w tym celu muzycy, ale ci, którzy uznają wyleczenie przez rytuał. Zazwyczaj są to starsze kobiety.
W swym dziele Traditional Music of the Lao Terry Miller wskazał 5 czynników, które wiążą się z tworzeniem różnego rodzaju lam lub tańcu w Isan: animizm, buddyzm, przekazywanie historii, zaloty rytualne i konkurencja damsko-męska w pieśniach ludowych. Należy tu taniec Lam Phi Fa. Lam Phi Fa, tak jak Lam Phuen, należy do najstarszych ich rodzajów.